# Ruta 14 (Bolivia)

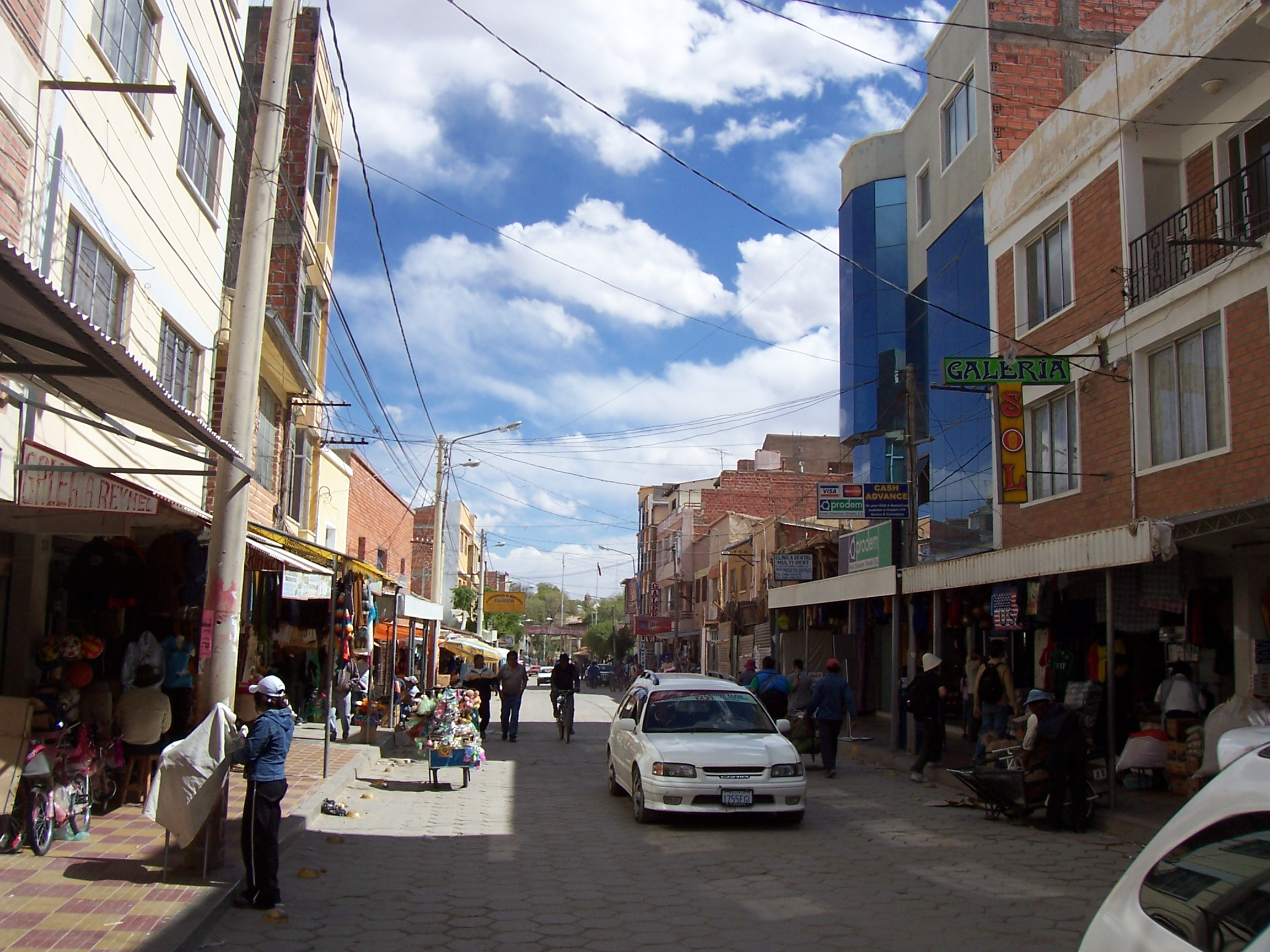
Vista de la Ruta Nacional 14 en la ciudad fronteriza de Villazón.

La Ruta 14 es una carretera de 314 km en Bolivia, que recorre el este del departamento de Potosí, entre las localidades de Villazón en el límite con Argentina y el cruce con la Ruta 1 en la localidad de Kuchu Ingenio. Esta totalmente asfaltada desde febrero de 2012, habiendo 10 000 km de asfalto en toda la red fundamental de carreteras bolivianas.
Esta carretera se encuentra en el altiplano andino, con alturas superiores a 2600 m s. n. m. En territorio argentino este camino continúa como Ruta Nacional 9.
Este camino fue incluido en la Red Vial Fundamental por Decreto Supremo 25.134 del 31 de agosto de 1998.

## Ciudades
Las ciudades y pueblos de más de 1000 habitantes, y principio y fin de ruta  por los que pasa este ruta de sur a norte son:

### Departamento de Potosí
- km 000: Villazón
- km 034: Mojo
- km 050: Yuruma
- km 0xx: Suipacha
- km 092: Tupiza
- km 113: Hornillos
- km 179: Cotagaita
- km 222: Tumusla
- km 263: Vitichi
- km 314: Cuchu Ingenio